# Invention (littérature)
Pour les articles homonymes, voir Invention.
L’invention est, dans tous les genres littéraires, la partie de l’art qui consiste à trouver le fond, les détails ou les ornements du sujet que l’on veut traiter.
Dans la rhétorique, dont elle est la première partie, l’invention a pour objet de réunir les moyens de convaincre et de persuader. Ces moyens étaient, d’après les anciens rhéteurs : les preuves, qui instruisaient l’auditeur et démontrent la vérité de ce qu’on voulait établir ; les mœurs, par lesquelles on plaisait à l’auditeur et l’on gagnait sa bienveillance ; les passions, par lesquelles on touchait et l’on émouvait.
André Chénier a écrit un poème intitulé l’Invention.

## Source
- Gustave Vapereau, Dictionnaire universel des littératures, Paris, Hachette, 1876, p. 1071